# Tukayevsky (distrito)
Tukayevsky (em russo:  Тукаевский райо́н; em tártaro:  Тукай районы) é um distrito do Tartaristão, uma das repúblicas da Rússia. A sede do distrito fica na cidade de Naberezhnye Chelny que não pertence ao distrito e se encontra sob jurisdição direta da República do Tartaristão.